# Campionato europeo Superstock 1000 2000
Il Campionato europeo Superstock 1000 del 2000 è la seconda edizione del campionato Europeo della classe Superstock 1000.
Il campionato è stato vinto, dal britannico James Ellison in sella ad una Honda CBR 900 del team Ten Kate Young Guns. Alle spalle di Ellison si piazzano l'italiano Markus Wegscheider su Suzuki GSX R750 e l'inglese Chris Burns su Yamaha R1.
Grande equilibrio tra i costruttori, con Honda che si aggiudica tre gare su nove, due successi a testa per Suzuki e Yamaha, un'affermazione ciascuno per Kawasaki e Aprilia. Situazione equilibrata anche tra i piloti, dove il campione James Ellison è l'unico pilota in grado di vincere più di una gara, nello specifico ne vince due. Le restanti sette gare sono state vinte da sette piloti diversi.

## Piloti partecipanti
fonte
| Nº | Pilota               | Squadra                  | Motocicletta    |
| -- | -------------------- | ------------------------ | --------------- |
| 2  | Daniel Oliver        | Martin Racing            | Aprilia RSV R   |
| 3  | Dario Tosolini       | TDC Desenzano Corse      | Suzuki GSX R750 |
| 5  | Paul Notman          | Speedline NRG            | Honda CBR 900   |
| 6  | Dominique Duchene    | Green Kawasaki           | Kawasaki ZX-9R  |
| 7  | Fabrizio Pellizzon   | Organize Racing Team     | Aprilia RSV R   |
| 8  | James Ellison        | Ten Kate Young Guns      | Honda CBR 900   |
| 9  | Stéphane Jond        | Fratelli Team            | Suzuki GSX R750 |
| 11 | Katja Poensgen       | Alstare Suzuki           | Suzuki GSX R750 |
| 14 | Raffaello Fabbroni   | Rumi                     | Honda CBR 900   |
| 16 | Simone Suzzi         | FBC Racing               | Aprilia RSV R   |
| 17 | Frédéric Jond        | Fratelli Team            | Suzuki GSX R750 |
| 18 | Niklas Carlberg      | Carlberg Racing SWE      | Yamaha R1       |
| 19 | Alessandro Scorta    | Gimotor Sport Light      | Yamaha R1       |
| 20 | Roberto Ciroldi      | Ghelfi                   | Honda CBR 900   |
| 21 | Koen Vleugels        | KS Racing                | Yamaha R1       |
| 22 | Steve Brogan         | Rumi                     | Honda CBR 900   |
| 27 | Rudy Servol          | TSR Team Rudy Servol     | Honda CBR 900   |
| 28 | Giacomo Romanelli    | TDC Desenzano Corse      | Suzuki GSX R750 |
| 31 | Gianluigi Vallisari  | Racing T. Gabrielli      | Aprilia RSV R   |
| 34 | Didier Van Keymeulen | BKM Racing               | Yamaha R1       |
| 37 | Barry Veneman        | Dee Cee Jeans R.T.       | Yamaha R1       |
| 38 | Andrea Iommi         | Aprilia Desmo Sport      | Aprilia RSV R   |
| 39 | Massimo Bisconti     | Ghelfi                   | Honda CBR 900   |
| 41 | Andy Notman          | Right Track Tech2000     | Yamaha R1       |
| 42 | Benny Jerzenbeck     | Steinhausen Racing       | Suzuki GSX R750 |
| 43 | Ben Askew            | Implas Motorsport        | Suzuki GSX R750 |
| 44 | Francisco Riquelme   | Aprilia Desmo Sport      | Aprilia RSV R   |
| 45 | Chris Burns          | Redwood Racing           | Yamaha R1       |
| 47 | Jamie Morley         | Implas Motosport         | Suzuki GSX R750 |
| 47 | Jamie Morley         | Beckley's Suzuki C.      | Suzuki GSX R750 |
| 48 | Chris Vermeulen      | Sanyo First National     | Honda CBR 900   |
| 49 | Benjamin Nabert      | Green Kawasaki           | Kawasaki ZX-9R  |
| 49 | Benjamin Nabert      | Green Speed              | Kawasaki ZX-9R  |
| 50 | Martin Bauer         | Kawasaki Team Rosner     | Kawasaki ZX-9R  |
| 51 | Kelvin Reilly        | KR Racing                | Yamaha R1       |
| 51 | Kelvin Reilly        | Gataka Moto              | Kawasaki ZX-9R  |
| 52 | Fabio Capriotti      | Winner Team Yamaha       | Yamaha R1       |
| 53 | Andrea Manici        | Rumi                     | Honda CBR 900   |
| 54 | Markus Wegscheider   | Suzuki Stefan Schmidt    | Suzuki GSX R750 |
| 57 | Stefano Cappellari   | Europe Team              | Yamaha R1       |
| 58 | Javier Valera        | MRC Competicion          | Kawasaki ZX-9R  |
| 59 | Marcos Ruben         | MRC Competicion          | Kawasaki ZX-9R  |
| 60 | Gary Mason           | Aprilia Desmo Racing     | Aprilia RSV R   |
| 60 | Gary Mason           | Nick Murgan Racing       | Kawasaki ZX-9R  |
| 61 | Tristan Palmer       | Racenet                  | Yamaha R1       |
| 62 | John Bakker          | Flanders Motor Racing    | Ducati          |
| 63 | Paul Moijiman        | MotoPort Druten Kawasaki | Kawasaki ZX-9R  |
| 66 | Daniel Delling       | Delling                  | Yamaha R1       |
| 67 | Andrea Giachino      | HP Racing                | Suzuki GSX R750 |
| 68 | Enrico Pasini        | Team Pedercini           | Suzuki GSX R750 |
| 69 | Yann Gyger           | White Endurance          | Honda CBR 900   |
| 72 | Steven Casaer        | Yamaha Belgium           | Yamaha R1       |
| 73 | Dean Ellison         | Ten Kate Young Guns      | Honda CBR 900   |
| 74 | Mark Burr            | Hawk Racing              | Kawasaki ZX-9R  |
| 75 | Ross McCulloch       | Aprilia Racing UK        | Aprilia RSV R   |
| 76 | Mark Heckles         | Rumi                     | Honda CBR 900   |
| 77 | Olivier Four         | Star Moto                | Suzuki GSX R750 |
| 88 | Marty Nutt           | Nutt Aprilia UK          | Aprilia RSV R   |
| 91 | Claudio Cipriani     | Gimotor Sport Light      | Yamaha R1       |
| 91 | Gianluca Vizziello   | Gimotor Sport Light      | Yamaha R1       |
| 93 | Laurent Brian        | Suzuki France            | Suzuki GSX R750 |

| Legenda            |
| ------------------ |
| Pilota wildcard    |
| Pilota sostitutivo |

## Calendario
| Nº | Data         | Gran Premio | Circuito     | Pole Position   | Vincitore gara  | Leader del campionato | Resoconto |
| -- | ------------ | ----------- | ------------ | --------------- | --------------- | --------------------- | --------- |
| 1  | 14 maggio    | Regno Unito | Donington    | Chris Vermeulen | Chris Vermeulen | Chris Vermeulen       | Resoconto |
| 2  | 21 maggio    | Italia      | Monza        | Fabio Capriotti | Dario Tosolini  | Chris Burns           | Resoconto |
| 3  | 4 giugno     | Germania    | Hockenheim   | Chris Burns     | Chris Burns     | Chris Burns           | Resoconto |
| 4  | 18 giugno    | San Marino  | Misano       | Fabio Capriotti | Fabio Capriotti | Chris Burns           | Resoconto |
| 5  | 26 giugno    | Spagna      | Valencia     | Daniel Oliver   | Daniel Oliver   | Markus Wegscheider    | Resoconto |
| 6  | 6 agosto     | Europa      | Brands Hatch | Jamie Morley    | Jamie Morley    | Chris Burns           | Resoconto |
| 7  | 3 settembre  | Paesi Bassi | Assen        | Barry Veneman   | James Ellison   | James Ellison         | Resoconto |
| 8  | 10 settembre | Germania    | Oschersleben | James Ellison   | James Ellison   | James Ellison         | Resoconto |
| 9  | 15 ottobre   | Regno Unito | Brands Hatch | Gary Mason      | Gary Mason      | James Ellison         | Resoconto |

## Classifica

### Classifica Piloti
Fonte:
| Pos. | Pilota               | Moto               |     |     |     |     |     |     |     |     |     | P.ti |
| ---- | -------------------- | ------------------ | --- | --- | --- | --- | --- | --- | --- | --- | --- | ---- |
| 1    | James Ellison        | Honda              | 3   | 9   | 6   | Rit | 6   | 3   | 1   | 1   | 4   | 122  |
| 2    | Markus Wegscheider   | Suzuki             | Rit | 2   | 2   | 3   | 9   | 11  | 3   | 7   |     | 93   |
| 3    | Chris Burns          | Yamaha             | 2   | 3   | 1   | Rit |     | 2   | 17  | 12  | 18  | 85   |
| 4    | Olivier Four         | Suzuki             | 6   | 6   | 7   | 4   | 4   | 4   | 5   | Rit | 10  | 85   |
| 5    | Dario Tosolini       | Suzuki             | 17  | 1   | 4   | Rit | 2   | 13  | 14  | 8   | 9   | 78   |
| 6    | Katja Poensgen       | Suzuki             | Rit | 10  | 5   | 2   | Rit | 7   | 4   | 6   | 11  | 74   |
| 7    | Daniel Oliver        | Aprilia            | 10  | 5   | 18  | 5   | 1   | Rit | 11  | 4   | Rit | 71   |
| 8    | Steven Casaer        | Yamaha             | 13  | 8   | 11  | Rit | 8   | 21  | 10  | 2   | 7   | 59   |
| 9    | Barry Veneman        | Yamaha             | 4   | SQ  | Rit | 7   | 5   | 9   | Rit | 9   | 5   | 58   |
| 10   | Jamie Morley         | Suzuki             | 5   |     |     |     |     | 1   |     |     | 3   | 52   |
| 11   | Frédéric Jond        | Honda              | Rit | 15  | 10  | 9   | 13  | 12  | 6   | 11  | 6   | 46   |
| 12   | Benny Jerzenbeck     | Suzuki             | 15  | 16  | 3   | Rit | 11  | 17  | Rit | 3   | 14  | 40   |
| 13   | Gary Mason           | Aprilia e Kawasaki |     |     |     |     |     | 6   | Rit |     | 1   | 35   |
| 14   | Steve Brogan         | Honda              | Rit |     | 8   | 15  |     | Rit | 2   | 10  |     | 35   |
| 15   | Stéphane Jond        | Honda              | 12  | 11  | 16  | 6   | 10  | 8   | Rit |     |     | 33   |
| 16   | Martin Bauer         | Kawasaki           |     | 7   |     |     | 7   | 5   | 20  | 13  |     | 32   |
| 17   | Giacomo Romanelli    | Suzuki             | 21  | 17  | 13  | Rit | 3   | 15  | 9   | Rit | 13  | 30   |
| 18   | Fabio Capriotti      | Yamaha             |     | Rit |     | 1   |     |     |     |     |     | 25   |
| 19   | Chris Vermeulen      | Honda              | 1   |     |     |     |     |     |     |     |     | 25   |
| 20   | Fabrizio Pellizzon   | Aprilia            | 9   | 4   |     |     |     |     | 12  | 20  |     | 24   |
| 21   | Raffaello Fabbroni   | Honda              | 19  | 14  | 9   | 8   | 15  | 10  | 26  | 24  | 27  | 24   |
| 22   | Mark Heckles         | Honda              |     |     |     |     |     |     |     |     | 2   | 20   |
| 23   | Koen Vleugels        | Yamaha             |     | Rit | 12  | 10  | 14  | 16  | 8   | 16  | 23  | 20   |
| 24   | Gianluca Vizziello   | Yamaha             |     |     |     |     |     | 14  | 19  | 5   | 24  | 13   |
| 25   | Francisco Riquelme   | Aprilia            | 8   | Rit | 20  | 11  | 23  |     |     |     |     | 13   |
| 26   | Andy Notman          | Yamaha             |     |     |     |     |     |     | 7   | Rit |     | 9    |
| 27   | Ben Askew            | Suzuki             | 7   |     |     |     |     |     |     |     |     | 9    |
| 28   | Mark Burr            | Kawasaki           |     |     |     |     |     |     |     |     | 8   | 8    |
| 29   | Didier Van Keymeulen | Yamaha             | 18  | 19  | 27  | 12  | 12  | 20  | Rit | Rit | 20  | 8    |
| 30   | Michael Weynand      | Yamaha             | Rit | 12  | Rit | 14  | Rit | 27  | Rit | 25  | 19  | 6    |
| 31   | Paul Notman          | Honda              | 11  | 20  | Rit | Rit | 17  | 22  | 24  | 17  | 31  | 5    |
| 32   | Dean Ellison         | Honda              |     |     |     |     |     |     |     |     | 12  | 4    |
| 33   | Kelvin Reilly        | Yamaha e Kawasaki  | Rit | 13  | 15  | Rit | Rit | 23  |     |     | 21  | 4    |
| 34   | Alessandro Scorta    | Yamaha             | 14  | Rit | 14  | 16  |     |     |     |     |     | 4    |
| 35   | Paul Mooijman        | Kawasaki           |     |     |     |     |     |     | 13  |     |     | 3    |
| 36   | Simone Suzzi         | Aprilia            | 23  | 24  | 26  | 13  | 21  | 24  | 25  | 23  | 30  | 3    |
| 37   | Yann Gyger           | Honda              | 26  | Rit | 22  | 24  | 22  | 26  | 27  | 14  | Rit | 2    |
| 38   | Benjamin Nabert      | Kawasaki           | Rit | Rit | 17  | 22  | Rit | 28  | 16  | 21  | 15  | 1    |
| 39   | Rudy Servol          | Honda              | 20  | 25  | 21  | 20  | 16  | 25  | 28  | 15  | 26  | 1    |
| 40   | Andrea Giachino      | Suzuki             |     |     |     |     |     |     | 15  | 18  |     | 1    |
| Pos. | Pilota               | Moto               |     |     |     |     |     |     |     |     |     | P.ti |

| Legenda | 1º posto        | 2º posto            | 3º posto           | A punti      | Senza punti        | Grassetto – Pole position Corsivo – Giro più veloce |
| Legenda | Gara non valida | Non qual./Non part. | Ritirato/Non class | Squalificato | '-' Dato non disp. | Grassetto – Pole position Corsivo – Giro più veloce |

### Sistema di punteggio
| Pos.  | 1  | 2  | 3  | 4  | 5  | 6  | 7 | 8 | 9 | 10 | 11 | 12 | 13 | 14 | 15 | 16> |
| Punti | 25 | 20 | 16 | 13 | 11 | 10 | 9 | 8 | 7 | 6  | 5  | 4  | 3  | 2  | 1  | 0   |